# Labeo brachypoma
Labeo brachypoma és una espècie de peix cipriniforme de la família dels ciprínids.

## Morfologia
Els mascles poden assolir els 29 cm de longitud total.

## Distribució geogràfica
Es troba a Ghana i a l'oest de Nigèria.